# Digitális televíziózás
Digitális televíziózásnak nevezzük azt a technológiát, amikor a televíziós vevőkészülékek nem hagyományos, analóg jeleket vesznek, hanem digitálisat. Az újonnan gyártott készülékek túlnyomó többsége már ennek a technológiának megfelelően készül, a régebbieket azonban el kell látni egy külső jelátalakítóval, úgynevezett „set top box”-szal, hogy továbbra is használhatóak legyenek. Az átállás Magyarországon 2013-ban (Európa egyes országaiban évekkel korábban) fejeződött be, és csak a földfelszíni sugárzást érintette.

## Szabványok

Digitális földfelszíni tv-sugárzási szabványok elterjedtsége a világon

1993-ban alkották meg a DVB (Digital Video Broadcasting) nevű európai szabványcsaládot, melynek részei:
- DVB-T digitális földfelszíni műsorszórás a VHF-UHF sávban
- DVB-H digitális műsorszórás mobiltelefonra vagy más mobil készülékre
- DVB-S digitális műsorszórás műholdon keresztül
- DVB-C digitális műsorelosztás kábelhálózatokon

Észak-Amerikában az ATSC (a kifejlesztő Advanced Television Systems Committee nevéből) szabványcsalád érvényes: 
- ATSC földfelszíni és kábel
- ATSC-M/H mobil eszközök

Japánban és Dél-Amerikában az ISDB (Integrated Services Digital Broadcasting) szabványcsalád terjedt el:
- ISDB-T földfelszíni
- ISDB-S műholdas
- ISDB-C kábeles

Kínában a DMB-T/H szabvány szerint történik a műsorszórás.

## Előnyök

Digitális átállás a világon

- Több csatorna sugározható azonos sávszélességen, egy hagyományos csatorna (transzponder) helyén több digitális adás kaphat helyet.
- A hibajavításnak köszönhetően a vételi minőség romlása egy bizonyos szintig észrevehetetlen, ellenben a hagyományos TV-adásokkal, ahol szemmel is látható a romlás.
- Jobb képminőség (megfelelő bitráta esetén).
- Jobb hangminőség (megfelelő bitráta esetén).
- Az adótornyoknak kisebb teljesítménnyel kell sugározniuk (olcsóbb üzemeltetés).

## Hátrányok
- Csak az újabb tévékészülékek tudják közvetlenül venni az ilyen adást, amikbe már beépítették a digitális dekódoló egységet is. A régi készülékeknél külső „set top box” szükséges a vételhez.
- Minél alacsonyabb a bitráta, annál több csatorna alakítható ki egy transzponderen. Túlságosan alacsony bitráta viszont a hagyományos, de jó minőségű adásokhoz képest rosszabb minőséget eredményez, elsősorban gyors mozgások vagy vételi zavar esetén
- Egy bizonyos vételi szint alatt a hagyományos esetben még kivehető kép helyett a digitális adás feldolgozhatatlanná válik. Vagyis a minőségromlás a hibamentes kép → nyeklik a hang/szétesik a kép (a hibajavítás már nem elég) → nincs vétel állapotok között mozoghat

## Lásd még
- Digitális televíziós átállás
- IPTV